# 梅日杜列琴斯科耶农村居民点
梅日杜列琴斯科耶农村居民点（俄语：Междуреченское сельское поселение）是俄罗斯联邦伊万诺沃州扎沃尔日斯克区所属的一个农村居民点。其下辖有24个居民点，行政中心为扎列奇内。据2016年统计，该农村居民点的人口为1925人。